# FC Amberg
FC Amberg is een Duitse voetbalclub uit Amberg. De club werd in 1997 opgericht als navolger van 1. FC Amberg die in 1995 failliet ging.
Op 6 april 1921 werd de Amberger FV opgericht die op 17 januari 1939 de naam VfL Amberg kreeg. Aan het einde van de Tweede Wereldoorlog werd de club ontbonden en op 9 november 1945 werd TuS Amberg opgericht. In de nieuwe club werd ook de in 1861 opgerichte turnvereniging TV Amberg opgenomen. Op 15 juli 1949 werden de beide afdelingen verzelfstandigd als 1. FC Amberg voor voetbal en TV Amberg voor turnen. 1. FC Amberg speelde in drie periodes in de Bayernliga. In de zomer van 1995 had de club een schuld van 1,7 miljoen euro en ging failliet. De leden vonden hierna onderdak bij turnvereniging TV 1861 Amberg en de voetbalafdeling werd in 1997 verzelfstandigd onder de huidige naam.
Tussen 1998 en 2003 promoveerde FC Amberg zes keer tot het in de Landesliga Mitte speelde. Na een jaar op een niveau lager, speelde de club van 2005 tot 2011 in de Landesliga. Nadat FC Amberg in 2011 degradeerde, werd de club meteen kampioen en kwam in de Bayernliga Nord die ontstaan was na een competitieherstructurering. Nadat de club in 2013 en 2014 dicht bij promotie naar de Regionalliga Bayern was, lukte dit na een tweede plaats in 2015 wel na playoffs. In 2016 degradeerde FC Amberg echter weer. In 2018 werd de club laatste in de Bayernliga. De club koos ervoor om niet te degraderen naar de Landesliga, maar naar de Bezirksliga, de zevende klasse. 